# 偕約翰
偕約翰，OC FRSC（1915年12月31日—2014年10月28日），加拿大地理學家，知名於探索加拿大北極地區的永久凍土現象。

## 生平
偕約翰於1915年在臺灣出生，父親為偕叡廉，祖父為長老教會牧師馬偕。
約翰于1944年与维奥莱特·米金斯（Violet Meekins）结婚，並育有两女，安妮（Anne）和莱斯利（Leslie）。维奥莱特于1997年去世。偕約翰于2014年10月28日在不列颠哥伦比亚省基洛纳去世，享耆壽99岁。